# TV Herat
A TV Herat é uma emissora de televisão afegã com sede em Herat, capital da província de Herat, no oeste do Afeganistão.

## História
A emissora surgiu no início dos anos 90, transmitindo apenas à tarde, sob a liderança do senhor da guerra Ismail Khan.
No entanto, saiu do ar em 1995, quando o Taliban conquistou a cidade e fechou a emissora.
Após os atentados de 11 de setembro de 2001 e a recusa do governo Taliban em entregar Osama Bin Laden, os Estados Unidos (EUA) iniciaram os bombardeios contra alvos talibans nas cidades e suas posições em terras afegãs, em 7 de outubro do mesmo ano. No início de novembro, devido aos bombardeios americanos, ocorreu o avanço da Aliança do Norte no norte, centro, leste e oeste do país, que entrou em Herat em 11 de novembro no mesmo ano, após rebelião na cidade.
Nos dias seguintes da libertação da cidade e a volta de Ismail Khan e seus partidários em seis anos, todos ex-funcionários que trabalharam na TV Herat na época do fechamento, jornalistas estrangeiros, inclusive até rebeldes se unem para recolocar a emissora no ar.
Na tarde do dia 29 de novembro, a TV Herat volta ao ar depois de seis anos depois, com telejornal em que dá a primeira notícia: a eleição para prefeito de Herat em quase 30 anos e que o escolhido foi um ex-diplomata e ex-representante do Taliban, que passou pro lado da Aliança do Norte, em que promete cuidar da saúde da população local.
Os dirigentes da TV Herat afirmam que a emissora só fica ao ar três horas por dia. Posteriormente, o veículo-irmão Rádio Herat entra no ar.